# Octavio Rivero
Raúl Octavio Rivero Falero (ur. 24 stycznia 1992 w Treinta y Tres) – urugwajski piłkarz występujący na pozycji napastnika, zawodnik chilijskiego klubu Unión La Calera.

## Kariera klubowa
Rivero rozpoczął karierę w lokalnym klubie Huracán de Treinta y Tres, gdzie pomimo bycia napastnikiem grał również jako ofensywny pomocnik. W 2008 przeniósł się do Montevideo, aby grać w Defensor Sporting i pozostał w programie młodzieżowym klubu przez cztery lata.
W 2012 dołączył do Central Español, gdzie rozpoczęła się jego kariera zawodowa. W 2013 wypożyczony był do CA Rentistas. W 2014 przeniósł się do CD O’Higgins z Primera División de Chile. 25 grudnia 2014 podpisał kontrakt z kanadyjskim klubem Vancouver Whitecaps FC występującym w Major League Soccer. 6 lipca 2016 oficjalnie został piłkarzem CSD Colo-Colo. Następnie był zawodnikiem Atlas FC z Liga MX, skąd wypożyczony był do Club Nacional de Football z Primera División Uruguaya. 8 czerwca 2019 meksykański klub Santos Laguna ogłosił podpisanie kontraktu z Octavio Rivero.
20 marca 2021 podpisał kontrakt z chilijskim zespołem Unión La Calera.